# Mijaín López
Mijaín López Núñez (* 20. August 1982 in Herradura, Consolación del Sur, Provinz Pinar del Río) ist ein ehemaliger kubanischer Ringer. Er ist fünffacher Olympiasieger (2008, 2012, 2016, 2020 und 2024), womit er der erfolgreichste Olympionike im Ringen überhaupt ist und der einzige Athlet, dem fünf Olympiasiege in einem Einzelbewerb gelungen sind. Zudem ist er fünffacher Weltmeister (2005, 2007, 2009, 2010 und 2014) im griechisch-römischen Stil im Schwergewicht. Aufgrund seiner hühnenhaften Gestalt wird er nach seinem Geburtsort auch als „Riese von Herradura“ (spanisch: „Gigante de Herradura“) bezeichnet.

## Werdegang
Mijaín López begann 1993 im Alter von 11 Jahren mit dem Ringen. Er konzentrierte sich dabei auf den griechisch-römischen Stil. Sein Heimatverein ist Cerro Pelado Havanna und sein Trainer ist Pedro Val. Der 1,95 Meter große Athlet ringt in der schwersten Gewichtsklasse, die ihr Gewichtslimit seit 2014 bei 130 kg Körpergewicht hat. Er ist ausgebildeter Sportlehrer.
López’ internationale Laufbahn begann 1999. Er startete dabei bei den Juniorenweltmeisterschaften in Bukarest, kam aber im Halbschwergewicht nur auf den 9. Platz. Nicht viel besser erging es ihm bei den Juniorenweltmeisterschaften 2000 in Nantes. Er kam dort, wieder im Halbschwergewicht ringend, auf den 8. Platz. Im Jahre 2001 nahm er erstmals an Weltmeisterschaften bei den Senioren teil. In Patras kam er dabei im Schwergewicht nach zwei gewonnenen Kämpfen und einer Niederlage im dritten Kampf gegen Xenofon Koutsioubas aus Griechenland auf den 6. Platz.
2001 gewann er seinen ersten internationalen Meistertitel. Er wurde in Maracaibo Sieger bei den Panamerikanischen Meisterschaften vor dem US-Amerikaner Dremiel Byers, mit dem er in den folgenden Jahren noch häufig die Klingen kreuzen würde. 2002 startete er auch erstmals beim Großen Preis von Deutschland in Dortmund und siegte dort vor Eddy Bengtsson aus Schweden. An diesem Turnier nahm er dann, immer siegreich, noch weitere dreimal teil. Bei den Weltmeisterschaften in Moskau musste er noch Lehrgeld bezahlen, denn er verlor dort in seinem ersten Kampf gegen Juri Patrikejew, der damals noch für Russland startete und kam trotz eines Sieges in seinem nächsten Kampf über Sergej Mureiko aus Bulgarien nur auf den 13. Platz.
2003 verlor López bei den Panamerikanischen Meisterschaften in Guatemala-Stadt im Finale gegen Dremiel Byers, siegte aber wenig später bei den Panamerikanischen Spielen in Santo Domingo vor dem Olympiasieger von 2000 Rulon Gardner aus den Vereinigten Staaten. Bei den Weltmeisterschaften in diesem Jahr in Créteil war er aber wieder wenig erfolgreich. Er siegte in Créteil zwar über Miriani Giorgadse aus Georgien, verlor aber seinen nächsten Kampf gegen Juha Ahokas aus Finnland und landete damit auf dem 16. Platz.
2004 schaffte er mit einem Turniersieg in Novi Sad die Qualifikation für die Olympischen Spiele in Athen und wurde, wieder in Guatemala-Stadt, Panamerikanischer Meister vor Ross Davie aus den Vereinigten Staaten. Bei den Olympischen Spielen 2004 in Athen siegte er im Schwergewicht über Juri Ewseitschik aus Israel und Yekta Yılmaz Gül aus der Türkei und verlor dann gegen Chassan Barojew aus Russland, der in den folgenden Jahren zu seinem Hauptkonkurrenten wurde. Mit einem Sieg über Yannick Szczepaniak aus Frankreich kam er danach nur mehr auf den 5. Platz.
Ab 2005 begann dann für López eine Erfolgsserie, die bis zum Jahre 2012 anhielt. Bei jeden internationalen Meisterschaften, an denen er teilnahm, siegte er, oder belegte zumindest den 2. Platz. Er wurde 2008 in Peking Olympiasieger und besiegte dabei im Endkampf den nachträglich des Dopings überführten Chassan Barojew klar mit 2:0 Runden und 6:1 Punkten. Im Jahre 2012 wiederholte er in London den Olympiasieg. Im Halbfinale bezwang er dabei den Weltmeister von 2011 Rıza Kayaalp aus der Türkei und im Finale Heiki Nabi aus Estland.
Bei den Weltmeisterschaften verzeichnete er folgende Erfolge: 2005 in Budapest, Weltmeister mit einem Sieg im Finale über Mihály Deák Bárdos aus Ungarn, 2006 in Guangzhou/China, Vizeweltmeister nach einer überraschend hohen Niederlage im Finale gegen Chassan Barojew (0:2 Runden, 0:13 Punkte), 2007 in Baku Weltmeister mit einem knappen Sieg im Finale über Chassan Barojew (2:0 Runden, 2:2 Punkte), 2009 in Herning/Dänemark Weltmeister mit einem Sieg im Finale über Dremiel Byers, 2010 in Moskau, Weltmeister mit einem Sieg im Finale über den nunmehr für Armenien startenden Juri Patrikejew und 2011, Vizeweltmeister nach einer Punktniederlage im Finale gegen Rıza Kayaalp (0:2 Runden, 0:4 Punkte).
Daneben wurde er noch Panamerikanischer Meister in den Jahren 2002, 2004, 2005, 2006, 2007, 2009, 2012 und 2014 und Sieger bei den Panamerikanischen Spielen 2003, 2007, 2011, 2015 und 2019.
Nach seinem Olympiasieg 2012 pausierte Mijain López im Jahr 2013. 2014 setzte er aber seine Karriere sehr erfolgreich fort. Er wurde im Juli 2014 in Mexiko-Stadt erneut Panamerikanischer Meister und war auch im September 2014 bei den Weltmeisterschaften in Taschkent wieder erfolgreich. Auf dem Weg zu seinem fünften Weltmeistertitel besiegte er Muradjan Tuichijew, Tadschikistan, Eduard Popp, Deutschland, Behnam Mehdizadeh, Iran, den Olympiadritten von 2012 im freien Stil Biljal Machow aus Russland und im Finale Rıza Kayaalp.
2015 siegte López bei den Panamerikanischen Spielen in Toronto und galt auch wieder bei den Weltmeisterschaften dieses Jahres in Las Vegas als Favorit. In Las Vegas besiegte er Biljal Machow, Mindaugas Mizgaitis aus Litauen, Heiki Nabi und Robert Smith aus den Vereinigten Staaten. Im Finale musste er aber eine Punktniederlage gegen seinen alten Rivalen Rıza Kayaalp einstecken.
2016 wurde Mijaín López in Rio de Janeiro zum dritten Mal Olympiasieger. Er besiegte dabei Heiki Nabi, Johan Eurén, Sergei Semjonow und Riza Kayaalp.
In der Saison 2015/16 wurde er mit dem ASV Nendingen Deutscher Meister in der Bundesliga. Auch danach ging er für den schwäbischen Verein, bis zu seinem Karriereende, in Bundesliga und der Deutschen Ringerliga, auf die Matte.
2021 nahm Mijaín López an den Olympischen Sommerspielen in Tokio teil und errang bei seiner fünften olympischen Teilnahme seine vierte Goldmedaille. Während der Eröffnungsfeier war er, gemeinsam mit der Leichtathletin Yaimé Pérez, der Fahnenträger für Kuba.
Am 24. Oktober 2021 wurde López bei einem Festakt auf Kreta mit dem ANOC-Award ausgezeichnet.
Bei den Olympischen Sommerspielen in Paris gewann er 2024 zum fünften Mal Gold. Nach seinem Sieg im Finale gegen den chilenisch-kubanischen Ringer Yasmani Acosta erklärte er seinen Rücktritt vom Wettkampfsport. Er ist der einzige Athlet, dem fünf Olympiasiege in einem Einzelbewerb gelungen sind; Al Oerter (Diskuswurf), Carl Lewis (Weitsprung) oder Michael Phelps (200 Meter Lagen Schwimmen) schafften jeweils vier Siege.
Im Dezember 2024 wurde López der Ehrentitel Held der Republik Kuba (Héroe de la República de Cuba) zuerkannt.

## Internationale Erfolge
| Jahr | Platz | Wettbewerb                                                 | Gewichtsklasse | Ergebnisse |
| 1999 | 9.    | Junioren-WM in Bukarest                                    | Halbschwer     | Sieger: Garrett Lowney, USA vor Ilja Lejawa, Georgien |
| 2000 | 8.    | Junioren-WM in Nantes                                      | Halbschwer     | Sieger: Chassan Barojew, Russland vor Georgios Koutsioubas, Griechenland |
| 2001 | 6.    | WM in Patras                                               | Superschwer    | nach Siegen über Yerlan Oskejew, Kasachstan und David Vála, Tschechien und einer Niederlage gegen Xenofon Koutsioubas, Griechenland                                                                    |
| 2002 | 1.    | Panamerikanische Meisterschaft in Maracaibo                | Schwer         | vor Dremiel Byers, USA und Guillermo Talavera, Venezuela |
| 2002 | 1.    | Pan-Amerikanische Juniorenmeisterschaften in Bogotá        | Schwer         | vor Jorge Martinez, Mexiko und Marcellino Muriello, Kolumbien |
| 2002 | 1.    | Großer Preis von Deutschland in Dortmund                   | Schwer         | vor Eddy Bengtsson, Schweden und Juri Ewseitschik, Israel |
| 2002 | 13.   | WM in Moskau                                               | Schwer         | nach einer Niederlage gegen Juri Patrikejew, Russland und einem Sieg über Sergej Mureiko, Bulgarien |
| 2003 | 1.    | „Dave-Schultz“-Memorial International in Colorado Springs  | Schwer         | vor Rulon Gardner, USA und Georgi Tsurtsumia, Georgien |
| 2003 | 2.    | Panb Amerikanische Meisterschaften in Guatemala-Stadt      | Schwer         | hinter Dremiel Byers, vor Edward Diaz, Venezuela |
| 2003 | 1.    | Panamerikanische Spiele in Santo Domingo                   | Schwer         | vor Rulon Gardner und Rafael Barrero Martinez, Venezuela |
| 2003 | 16.   | WM in Créteil                                              | Schwer         | nach einem Sieg über Miriani Giorgadse, Georgien und einer Niederlage gegen Juha Ahokas, Finnland |
| 2004 | 1.    | Olympia-Qualif.-Turnier in Novi Sad                        | Schwer         | vor Yekta Yılmaz Gül, Türkei und Miriani Giorgadse |
| 2004 | 1.    | Panamerikanische Meisterschaften in Guatemala-Stadt        | Schwer         | vor Ross Davie, USA und Andres Ayub Valenzuela, Chile |
| 2004 | 1.    | Großer Preis von Deutschland in Dortmund                   | Schwer         | vor Georgi Tsurtsumia, Fatih Bakir, Türkei und Chassan Barojew |
| 2004 | 5.    | OS in Athen                                                | Schwer         | nach Siegen über Juri Ewseitschik und Yekta Yılmaz Gül, einer Niederlage gegen Chassan Barojew und einem Sieg über Yannick Szczepaniak, Frankreich                                                     |
| 2005 | 1.    | Welt-Cup in Teheran                                        | Schwer         | vor Juri Patrikejew und Dawid Saldadse, Ukraine |
| 2005 | 1.    | Panamerikanische Meisterschaften in Guatemala-Stadt        | Schwer         | vor Sergio Primera, Venezuela und Oscar Fajardo, Guatemala |
| 2005 | 1.    | Großer Preis von Deutschland in Dortmund                   | Schwer         | vor Mihály Deák Bárdos, Ungarn, Nico Schmidt, Deutschland und Marek Mikulski, Polen |
| 2005 | 1.    | Universitäten-Weltmeisterschaften in Izmir                 | Schwer         | vor Yekta Yılmaz Gül, Ghesmanat Azar Sharabiani, Iran und Mindaugas Mizgaitis, Litauen |
| 2005 | 1.    | WM in Budapest                                             | Schwer         | nach Siegen über Ari Michael Taub, Kanada, Yekta Yılmaz Gül, Juha Ahokas, Georgi Tsurtsumia und Mihaly Deak Bardos                                                                                     |
| 2006 | 1.    | Welt-Cup in Budapest                                       | Schwer         | vor Chassan Barojew und Mihaly Deak Bardos |
| 2006 | 1.    | Panamerikanische Meisterschaften in Rio de Janeiro         | Schwer         | vor Dremiel Byers und Ari Michael Taub |
| 2006 | 2.    | WM in Guangzhou                                            | Schwer         | nach Siegen über Liu Hao, China, Mindaugas Ezerskis, Ismail Güsel, Türkei und Mihaly Deak Bardos und einer Niederlage gegen Chassan Barojew                                                            |
| 2007 | 1.    | Panamerikanische Meisterschaften in San Salvador           | Schwer         | vor Ross Davie und Ari Michael Taub |
| 2007 | 1.    | Panamerikanische Spiele in Rio de Janeiro                  | Schwer         | vor Dremiel Byers, Ari Michael Taub und Rafael Barrero Martinez |
| 2007 | 1.    | WM in Baku                                                 | Schwer         | mit Siegen über Anton Botew, Aserbaidschan, Dawid Saldadse, Usbekistan, Juri Patrikejew, Armenien, Iossif Tschugaschwili, Belarus, Mihaly Deak Bardos und Chassan Barojew                              |
| 2008 | 3.    | „Iwan-Poddubny“-Memorial in Moskau                         | Schwer         | hinter Chassan Barojew und Alexander Anutschin, beide Russland |
| 2008 | 1.    | „Dave-Schultz“-Memorial International in Colorado Springs  | Schwer         | vor Dremiel Byers und Georgi Tsurtsumia |
| 2008 | 1.    | Großer Preis von Deutschland in Dortmund                   | Schwer         | vor Iossif Tschugaschwili, Sergej Artjuchin, Belarus und Ricardo Melz, Deutschland |
| 2008 | Gold  | OS in Peking                                               | Schwer         | nach Siegen über Sergej Artjuchin, Juri Patrikejew, Jalmar Sjoeberg, Schweden und Chassan Barojew, der bei Nachtests durch das IOC des Dopings überführt wurde und seine Silbermedaille abgeben musste |
| 2009 | 1.    | Welt-Cup in Clermont-Ferrand                               | Schwer         | vor Juri Patrikejew, Yannick Szczepaniak und Alexander Anutschin |
| 2009 | 1.    | Panamerikanische Meisterschaften in Maracaibo              | Schwer         | vor Brandon Rupp, USA und Rafael berrero Martinez |
| 2009 | 1.    | WM in Herning/Dänemark                                     | Schwer         | nach Siegen über Ali Nadhim Salman, Irak, Rafael Barrero Martinez, Iossif Tschugaschwili, Rıza Kayaalp, Türkei und Dremiel Byers                                                                       |
| 2010 | 1.    | WM in Moskau                                               | Schwer         | nach Siegen über Nie Xiaoming, China, Lukasz Banak, Polen, Marek Švec, Tschechien, Nurmachan Tinalijew, Kasachstan und Juri Patrikejew                                                                 |
| 2011 | 2.    | WM in Istanbul                                             | Schwer         | nach Siegen über Johan Eurén, Schweden, Murat Ramonow, Kirgisistan, Juri Patrikejew, Bashir Asgari Babajanzadeh, Iran und Lukasz Banak und einer Niederlage gegen Rıza Kayaalp                         |
| 2011 | 1.    | Panamerikanische Spiele in Guadalajara                     | Schwer         | vor Rafael barrere Martinez und Antonio Ramon Garcia, Dominikanische Republik |
| 2012 | 1.    | Granma-Cup in Havanna                                      | Schwer         | vor Yosmani Acosta Fernandez, Kuba und Ralf Böhringer, Deutschland |
| 2012 | 1.    | Panamerikanische Meisterschaften in Colorado Springs       | Schwer         | vor Ramon Antonio Garcia und Peter Kowalczuk, USA |
| 2012 | 1.    | Trofe Milone in Sassari                                    | Schwer         | vor Radhouane Chebbi, Tunesien und Rocco Daniele Ficara, Italien |
| 2012 | Gold  | OS in London                                               | Schwer         | mit Siegen über Abd El Rahman El Trabily, Ägypten, Guram Pherselidse, Georgien, Rıza Kayaalp und Heiki Nabi, Estland                                                                                   |
| 2014 | 1.    | Granma-Cup in Havanna                                      | bis 130 kg     | vor Yasmani Acosta Fernandez, Kuba, Robert Smith, USA und Ramon Antonio Garcia, Dominikanische Republik                                                                                                |
| 2014 | 1.    | Central American & Caribbean Games in San Jose/Puerto Rico | bis 130 kg     | vor Victor Asprilia Caisedo, Kolumbien, Edgaro Lopez Morell, Puerto Rico und Ramon Antonio Garcia |
| 2014 | 1.    | Panamerikanische Meisterschaften in Mexiko-Stadt           | bis 130 kg     | vor Ramon Antonio Garcia, Nikola Bogojevic, USA und Antonio Santos, Brasilien |
| 2014 | 1.    | WM in Taschkent                                            | bis 130 kg     | nach Siegen über Muradjan Tuichijew, Tadschikistan, Eduard Popp, Deutschland, Behnam Mehdizadeh, Iran, Biljal Machow, Russland und Rıza Kayaalp                                                        |
| 2015 | 1.    | Panamerikanische Spiele in Toronto                         | bis 130 kg     | vor Andres Ayub Valenzuela, Chile, Josue Malaquia Encarnacion Ovando, Dom. Rep. und Robert Smith |
| 2015 | 2.    | WM in Las Vegas                                            | bis 130 kg     | nach Siegen über Biljal Machow, Mindaugas Mizgaitis, Litauen, Heiki Nabi und Robert Smith und einer Niederlage gegen Rıza Kayaalp                                                                      |
| 2016 | 1.    | Granma-Cup in Havanna                                      | bis 130 kg     | vor Keldis Josef und Yasmany Daniel Lugo Cabrera, beide Kuba und Josua Encarnacion Ovando, Dominikanische Republik                                                                                     |
| 2016 | 1.    | Großer Preis von Spanien in Madrid                         | bis 130 kg     | vor Sergei Semjonow, Russland, Mohamed Aly Zaghloud, Ägypten und Edwin Caraballo Cabrera, Venezuela |
| 2016 | Gold  | OS in Rio de Janeiro                                       | bis 130 kg     | nach Siegen über Heiki Nabi, Johan Euren, Sergei Semjonow und Rıza Kayaalp |
| 2018 | 1.    | Zentralamerikanische und karibische Spiele in Barraquila   | bis 130 kg     | vor Leo Dalis Santana Heredia, Dominikanische Republik, Moises Salvador Perez Hellberg, Venezuela und Luis Alberto Roman Barrios, Mexiko                                                               |
| 2019 | 1.    | Panamerikanische Spiele in Lima                            | bis 130 kg     | vor Moises Salvador Perez Hellberg, Leo Dalis Santana Heredia und Yasmani Acosta Fernandez, Chile |
| 2021 | Gold  | OS in Tokio                                                | bis 130 kg     | nach Siegen über Alin Alexuc-Ciurariu aus Belgien, Amin Mirzazadeh aus dem Iran, Rıza Kayaalp und den Georger Iakob Kadschaia                                                                          |
| 2024 | Gold  | OS in Paris                                                | bis 130 kg     | nach Siegen über Seungchan Lee aus Südkorea, Amin Mirzazadeh, Sabah Şəriəti aus Aserbaidschan und den Chilenen Yasmani Acosta                                                                          |

Erläuterungen
- alle Wettbewerbe im griechisch-römischen Stil
- OS = Olympische Spiele, WM = Weltmeisterschaften
- Halbschwergewicht, bis 2001 bis 97 kg, Schwergewicht, bis 2001 bis 130 kg, von 2002 bis 2013 bis 120 kg, seit 1. Januar 2014 wieder bis 130 kg Körpergewicht